# Седьмая жертва (фильм)
«Седьмая жертва» (англ. The Seventh Victim) — фильм продюсера Вэла Льютона и режиссёра Марка Робсона, вышедший на экраны в 1943 году.
Выполненный в жанре психологического фильма ужасов с элементами нуара, этот фильм стал четвёртым в знаменитой серии хорроров продюсера Вэла Льютона, созданных им в 1942—1946 годах. Фильм рассказывает историю  неопытной девушки (Ким Хантер), которая в поисках своей исчезнувшей сестры приезжает в Нью-Йорк, где сталкивается с подпольным культом поклонников дьявола в Гринвич-Виллидж.
Фильм стал режиссёрским дебютом Марка Робсона, который впоследствии поставил такие картины, как «Чемпион» (1949), «Тем тяжелее падение» (1956), «Пэйтон плейс» (1957), «Постоялый двор шестой степени счастья» (1958), «Поезд фон Райена» (1965), «Долина кукол» (1967) и многие другие.
Фильм также стал экранным дебютом актрисы Ким Хантер, в дальнейшем сыгравшей в таких фильмах, как «Лестница в небо» (1946), «Трамвай „Желание“» (1951), «Криминальная полоса в прессе США» (1952) и «Планета обезьян» (1968).

## Сюжет
Фильм открывается Святым сонетом VII Джона Донна: «Я бегу к смерти, и смерть быстро встречает меня, и все мои удовольствия — это как вчерашний день».
Директриса школы-интерната для девушек вызывает одну из учениц старшего класса, Мэри Гибсон (Ким Хантер), сообщая ей, что уже в течение шести месяцев за её пребывание не поступает оплаты. Единственной родственницей Мэри, которая оплачивала её учёбу, является старшая сестра Жаклин, однако она давно перестала отвечать на какие-либо обращения к ней и, похоже, вообще пропала. В сложившихся условиях руководство предлагает Мэри остаться в интернате, только если она согласится работать ассистентом педагога в младших группах. Однако Мэри отказывается, говоря, что не может оставаться спокойно в интернате, не зная, что произошло с её сестрой. Директриса отпускает Мэри в Нью-Йорк на поиски сестры, даёт ей денег на билет и говорит, что та может вернуться обратно в любое время. Выйдя из кабинета директора, учительница убеждает Мэри не возвращаться в интернат, даже если она не найдёт сестру, и призывает её набраться мужества и научиться жить в реальном мире.
Мэри приезжает в Нью-Йорк и отправляется на косметическую фирму «Ла Сажасс», которая принадлежит её сестре. Управляющая производством миссис Реди (Мэри Ньютон) говорит, что дела фирмы в порядке, несмотря на отсутствие Жаклин. Однако, по её словам, она не знает, куда могла исчезнуть Жаклин и не знакома ни с кем из её друзей. Когда Мэри в недоумении спрашивает, кто же ведёт дела и подписывает счета, миссис Реди отвечает, что Жаклин продала ей фирму как минимум восемь месяцев назад. На фабрике Мэри встречает знакомую ей сотрудницу Фрэнсис (Изабел Джуэлл), которая удивлена тем, что Жаклин перестала помогать Мэри и не общается с ней, так как она всегда говорила, что очень любит свою сестру. Затем Фрэнсис сообщает, что видела Жаклин примерно неделю назад в итальянском ресторане «У Данте» в Гринвич-Виллидж.
В ресторане «У Данте» Мэри знакомится с его владельцами, мистером и миссис Романи (Чеф Милани и Маргарита Сильва), которые вспоминают, что некоторое время назад видели у себя красивую девушку, похожую на Мэри. Миссис Романи рассказывает, что к их ресторану подъехала шикарная машина с шофёром, из которой вышла красавица в мехах в сопровождении красивого мужчины. Женщина арендовала комнату на втором этаже над рестораном, а шофер врезал новый замок. С тех пор эта леди в комнату больше не заходила, она приходила в ресторан три или четыре раза, но только чтобы поесть. Мэри уговаривает Романи открыть комнату. Когда мистер Ромнаи взламывает замок, они видят совершенно пустую комнату, в которой нет ничего кроме стула и свисающей с потолка петли.
Романи утешают Мэри, угощая чаем в ресторане. Подошедший полицейский говорит, что об исчезновении человека необходимо подать заявление в полицию. Присутствующий там же поэт Джейсон Хоуг (Эрфорд Гэйдж), говорит, что у него есть некоторый опыт в розыске пропавших людей, однако окружающие не воспринимают его всерьёз. Мэри подаёт заявление в Управление полиции по розыску пропавших людей. В Управлении к ней подходит частный сыщик Ирвинг Огаст (Лу Льюбин), который обещает найти Жаклин в течение 48 часов, однако просит за это аванс в 50 долларов. Когда он узнаёт, что у Мэри нет денег, он теряет интерес. После ухода Мэри к Огасту подходит некто мистер Рэдоу (Уильям Хэллиган), который говорит Огасту, что речь идёт о розыске Жаклин Гибсон, и на его месте он бы немедленно забыл об этом деле. Огаст делает вид, что соглашается, а сам берёт в полиции файл, составленный на Жаклин.
После визита в морг, Мэри приходит в офис к адвокату Грегори Уорду (Хью Бомонт), который, как сказали в морге, наводил справки о Жаклин. Прямо в приёмной адвокатской конторы Мэри теряет сознание. Она приходит в себя в кабинете Уорда, который, как выясняется, хорошо знаком и даже близок с Жаклин, хотя она никогда не рассказывала о нём. Уорд также не знает, где находится Жаклин, и очень хотел бы это узнать, так как любит её. Он объясняет странность с комнатой с петлёй не тем, что Жаклин хотела покончить жизнь самоубийством, а тем, что жила в мире собственных фантазий. Уорд приглашает Мэри на ужин, а затем провожает до гостиницы. В холле её встречает Огаст, который говорит, что решил взяться за дело без предоплаты, кроме того, знает, где найти Жаклин. Огаст сообщает Мэри, что, согласно официальным документам, Жаклин не продала свой бизнес миссис Реди, а отдала его совершенно бесплатно. Далее он сообщает, что в поисках улик обшарил все помещения на фабрике «Ла Сажасс» кроме одной комнаты, которая была заперта. Мэри уговаривает Огаста немедленно пойти на фабрику и вскрыть запертую комнату.
После проникновения в здание фабрики, испуганная Мэри требует, чтобы Огаст на её глазах пошёл к запертой двери и открыл её. В этот момент в коридоре появляется ночной сторож, и Мэри идёт к открытой Огастом двери, намереваясь предупредить его. Однако Огаст сам выходит в коридор, сильно пошатываясь, делает несколько шагов, и, ничего не говоря, падает замертво. Увидев это, Мэри быстро выбегает на улицу и скрывается. Сев в метро, Мэри видит, как в её вагон входят двое пьяных, которые тащат на руках третьего. Они садятся напротив Мэри, и когда, с самого пьяного падает шляпа, Мэри понимает, что это Огаст. Мэри переходит в следующий вагон, и просит кондуктора задержать тех двоих мужчин. Однако когда кондуктор проходит в вагон, там уже никого нет.
На следующий день Мэри рассказывает всю историю Уорду, говоря, что видела, резаную рану на груди Огаста, однако тот считает, что вряд ли полиция поверит в её историю. Одновременно Уорд говорит, что нашёл для Мэри работу воспитательницы в детском саду. Мэри рада и решает снять комнату у Романи.
На приём к Уорду приходит известный психиатр, доктор Луис Джадд (Том Конуэй), который прямо заявляет, что пришёл от Жаклин, и что ей нужны деньги. Джадд говорит, что она пришла к нему два дня назад, обратившись за лечением, что потребует известных расходов. Психиатр рассчитывает, что Уорд сможет их оплатить. Уорд отвечает, что пока он не узнает, где находится Жаклин и в каком она состоянии, он не даст никаких денег. Джадд заявляет, что Жаклин находится на грани безумия, и поэтому какие-либо встречи с ней не желательны. Уорд отдаёт на лечение Жаклин 45 долларов — всё, что есть у него в кошельке. Забрав деньги, Джадд тут же исчезает.
Джадд приходит в детский сад к Мэри, говоря, что готов отвезти её к сестре. Он говорит, что делает это по просьбе Жаклин, а адрес Мэри он получил у Уорда. Джадд приводит Мэри в богатый многоквартирный дом, проходит вместе с ней в одну из квартир и запирает дверь на цепочку. К удивлению Джадда, Жаклин в квартире нет. Мэри видит зеркальце с инициалами Жаклин и горящую сигарету в пепельнице. Джадд говорит, что она ушла, чтобы встретиться с «ними» одна, что он не может этого допустить. Не ответив, кто такие «они», Джадд быстро уходит.
Раздаётся стук в дверь, открыв которую Мэри видит перед собой Жаклин, которая знаком просит её молчать. Затем Жаклин закрывает дверь и пропадает, Мэри пытается догнать её, но ей это не удаётся. Когда Мэри возвращается в комнату, она видит сидящего в кресле человека. Мэри хочет тихо уйти, однако её задерживает другой мужчина, и она вынуждена вернуться обратно. Сидевшим в кресле оказывается Рэдоу, который спрашивает, где Жаклин, ведь она должна была только что быть в квартире. На недоумённые вопросы Мэри Рэдоу объясняет, что он является частным сыщиком, которого нанял муж Жаклин, Грегори Уорд, чтобы найти свою жену. В ресторане Романи Уорд просит у Мэри прощения за то, что скрыл от неё, что является мужем Жаклин. К их столику присаживается Хоуг, серьёзным голосом заявляя, что найдёт Жаклин.
На светской вечеринке у миссис Натали Кортес (Эвелин Брент) Джадд показывает дамам карточные фокусы. На эту вечеринку Хоуг приводит Мэри и Уорда. Хоуг подходит к Джадду, с которым хорошо знаком, и спрашивает его о Жаклин, так как неделю назад видел их вместе. Хоуг вспоминает случай, как несколько лет назад в их районе жила одна милая девушка, но после пары встреч с Джаддом, она безвозвратно исчезла. Джадд отвечает, что она была всего лишь его пациенткой, а затем упрекает Хоуга, что тот за десять лет после первой замечательной книги не написал ни строчки. Джадд заканчивает словами, что когда-то он восхищался и уважал Хоуга, но это в прошлом. Одна из женщин на приёме рассказывает, что последнее время была близка с Жаклин, и её не удивляет, что та пропала, так как после того, как она сблизилась с Джаддом, она стала вести себя очень необычно.
На следующий день Хоуг идёт в библиотеку, где выясняет, какие книги брали Джадд и миссис Реди. Затем он приходит к Мэри, сообщая ей, что оба читали одни и те же книги о палладистах, секте поклонников дьявола. Особенно удивительно, что эту книгу читала миссис Реди. Хоуг говорит, что это вполне реальное и очень опасное общество.
Мэри приходит в парикмахерскую к Фрэнсис, где узнаёт что символ палладистов (тупоугольный треугольник в параллелограмме) стал новой торговой маркой компании «Ла Сажесс». Когда Мэри уходит, миссис Реди строго допрашивает Фрэнсис, о чём они говорили. Услышав, что Мэри спрашивала о рисунке, Реди приходит в сильное возбуждение. Когда Мэри принимает душ, в её комнате неожиданно появляется миссис Реди. Разговаривая через занавеску, Реди советует Мэри как можно скорее вернуться в интернат. Далее она говорит, что Жаклин убила Огаста. Она заколола его от страха, когда он нашёл её в её укрытие. А миссис Реди была вынуждена избавиться от тела, что Мэри и видела в метро.
Миссис Реди приходит на квартиру Натали, где проходит вечернее собрание палладистов. Они решают, что делать с Жаклин, так как давали клятву о неприменении насилия. Однако, согласно другому правилу, каждый, кто предаст группу, должен умереть. С момента основания ордена было совершено шесть предательств, после чего было зафиксировано шесть смертей. Фрэнсис, которая также является членом ордена, выступает против насилия по отношению к Жаклин. Она говорит, что Жаклин не предавала орден, она просто обратилась за помощью к психиатру. Но Жаклин рассказала психиатру о нас, отвечают ей. Собрание решает, что Жаклин, которая кроме того, совершила убийство Огаста, поставив на грань провала всю организацию, стала опасна для ордена. Двое членов организации, которые убирали тело Огаста из «Ла Сажасс», берутся за убийство Жаклин.
Мэри приходит к Хоугу попрощаться, говоря, что возвращается в интернат. Когда Хоуг просит её объяснить, в чём дело, Мэри отвечает, что от миссис Реди ей стало известно, что Жаклин убила Ирвинга Огаста. Хоуг говорит Мэри, что прежде всего надо рассказать обо всём Уорду. По словам Хоуга, Уорд влюблён в Мэри, и кроме того, как адвокат он знает, что делать. Приходит Уорд и заявляет, что первым делом надо найти Жаклин, а потом уговорить её пойти в полицию и обо всём рассказать.
Хоуг отправляется следить за Джаддом, надеясь, что тот приведёт его к Мэри, однако психиатр быстро обнаруживает слежку. Хоуг говорит ему, что снова стал писать, показывая свои новые стихи, и просит помочь их издать. Затем Хоуг сообщает Джадду, что Жаклин убила человека, после чего психиатр приводит Мэри, Уорда и Хоуга в дом, где он прячет Жаклин. Жаклин спускается по лестнице и обнимается с сестрой. Уорд обещает ей помощь и защиту как юрист. Они приводят Жаклин в комнату Хоуга и просят рассказать, что с ней произошло. Она говорит, что некоторое время назад стала членом секты палладистов (Джадд добавляет, что в секту её втянула миссис Реди), однако ей там было плохо, и она попыталась вырваться из секты. Когда она обратилась к доктору Джадду за помощью, её посчитали предательницей. Они решили принудить Жаклин к тому, чтобы она покончила жизнь самоубийством. Они держали её взаперти в «ЛаСажесс». Она была в ужасном состоянии, и однажды ночью, когда неизвестный мужчина зашёл в её комнату, она схватила ножницы и ударила ими человека. Уорд считает, что суд примет во внимание и правильно оценит то, что произошло, и что через пару дней они пойдут в полицию. Мэри отводит Жаклин в свою комнату.
Утром Мэри уходит на работу, оставляя Жаклин в своей комнате одну. Некоторое время спустя мистер Романи звонит Мэри на работу, сообщая, что двое незнакомых мужчин увели Жаклин в неизвестном направлении. Тем временем на квартире Натали проходит очередное собрание палладистов, которое приговаривает Жаклин к смерти, убеждая её выпить бокал с ядом, однако она отказывается. Когда после долгих уговоров Жаклин уже готова выпить яд, Фрэнсис выбивает бокал из её рук, говоря, что не может допустить её смерти. В конце концов члены культа отпускают Жаклин, но посылают вслед за ней убийцу. Он ловит её и уже достаёт нож, но в этот момент в переулке появляется группа артистов, идущих в ресторан после спектакля, и Жаклин, воспользовавшись моментом, выскальзывает из рук убийцы и уходит вместе с артистами.
Жаклин прибегает обратно к комнате у Романи, где в коридоре встречает психически нездоровую соседку Мими (Элизабет Расселл), заявляющую, что она умирает, но перед смертью решила насладиться жизнью. «Но ты не хочешь умирать, а я всегда хотела умереть», — говорит ей Жаклин. В поисках Жаклин Хоуг и Джадд приходят на собрание палладистов. Им отвечают, что она ушла около часа назад, и уже, наверное, дома. На прощание Хоуг называет секту поклонниками дьявола и любителями зла. Тем временем Уорд говорит Мэри, что Уорд собирается увезти Жаклин куда-нибудь, где она сможет прийти в себя. Затем он сознаётся в любви к Мэри, Мэри отвечает, что тоже любит его, но не сможет пойти поперёк брака своей сестры. Позднее тем же вечером Мими в дорогом вечернем платье выходит из своей комнаты, и, проходя мимо двери Жаклин, слышит звук падающего стула, но не обращает на него внимания и идёт дальше.
Фильм заканчивается теми же строками Джона Донна, что и в начале: «Я бегу к смерти, и смерть быстро встречает меня, и все мои удовольствия — это как вчерашний день».

## В ролях
- Ким Хантер — Мэри Гибсон
- Том Конуэй — доктор Луис Джадд
- Хью Бомонт — Грегори Уорд
- Эрфорд Гэйдж — Джейсон Хоуг
- Джин Брукс — Жаклин Гибсон
- Изабел Джуэлл — Фрэнсис Фэллон
- Эвелин Брент — Натали Кортес
- Бен Бард — мистер Бран
- Чеф Милани — мистер Джейкоб Романи
- Маргарита Сильва — миссис Белла Романи
- Элизабет Расселл — Мими (в титрах не указана)

## Место фильмов Вэла Льютона в развитии жанра фильм ужасов
Кинокритик Джонатан Розенбаум отмечает, что продюсер Вэл Льютон «изобрёл фильм ужасов нового типа, который достиг своего апогея в первых четырёх фильмах — „Люди-кошки“, „Я гуляла с зомби“, „Человек-леопард“ и „Седьмая жертва“» — хотя остальные пять его фильмов этого цикла — «Корабль-призрак», «Проклятие людей-кошек», «Остров мёртвых», «Похититель тел» и «Бедлам» — также были вполне достойными.
Розенбаум считает, что «работы Льютона оказали глубокое влияние на эволюцию жанра. По его словам, с 1940-х годов в жанре фильмов ужасов выделилось два основных направления — первое следовало принципам эстетики Льютона, а второе отрицало его, делая ставку на ударную мощь. Это второе направление, в частности, было представлено в Англии студией „Хаммер“, а в США — сценой убийства в душе в „Психо“ (1960) и мощными шоковыми эффектами в картинах „Изгоняющий дьявола“ (1973), „Кэрри“ (1976) и „Кошмар на улице вязов“ (1984). Оно продавало больше билетов и собирало большую прессу». Далее автор пишет, что тем не менее "традиция Льютона — которую можно увидеть в работах других кинематографистов, начиная с 1944 года, когда был сделан фильм «Незваные» — никогда не исчезала. Она очевидна не только в «Проклятии демона», но и во всём, что происходит в «Психо» до сцены в душе, а также в таких разнообразных фильмах, как «Невинные» (1961), «Ребёнок Розмари» (1968) и «Ведьма из Блэр» (1999).
Журнал «TimeOut» охарактеризовал Льютона как «русского эмигранта-трудоголика, выдумщика и фантаста, и одного из первопроходцев Голливуда 1940-х годов». Далее журнал пишет, что он «был продюсером (но не режиссёром) группы умных, необычных фильмов ужасов на минимальном бюджете на студии РКО». Все эти фильмы «несут его личностный отпечаток: второсортное кино трансформируется в нечто иное с помощью „литературного“ сценария, искусного, изобретательного художественного решения, призрачного визуального ряда, задумчивой меланхолии и жёсткого контроля над постановочным процессом». Розенбаум добавляет, что «значительная часть изысканности картин Льютона была достигнута благодаря бюджетным, временным и тематическим ограничениям: каждый фильм имел максимальный бюджет в 150 тысяч долларов, продолжительность не более 75 минут и зловещее название, которое студия давала ему на основе маркетинговых исследований».

## Выбор режиссёра на фильм
Кинокритик Джефф Стаффорд пишет, что «после успеха „Людей-кошек“, „Я гуляла с зомби“ и „Человека-леопарда“, продюсер Вэл Льютон не смог использовать Жака Турнёр, талантливого режиссёра, поставившего эти влиятельные триллеры». «Турнёр любил говорить, что „Люди-кошки“ имели лучшие кассовые результаты, чем „Гражданин Кейн“». Турнёр первоначально должен был ставить и «Седьмую жертву». Однако студия РКО повысила режиссёра, и он стал недоступен. Тогда Льютон предложил поставить «Седьмую жертву» киномонтажёру Марку Робсону, но под своим плотным контролем. Фильм стал режиссёрским дебютом Робсона (впоследствии он вместе с Льютоном поставил ещё четыре фильма). В итоге, как пишет Стаффорд, "появился самый личный фильм Льютона, который выразил некоторые из его собственных страхов и включил некоторые из его литературных предпочтений, таких как стихи Джона Донна: «Я бегу к смерти, и смерть быстро встречает меня, и все мои наслаждения — это как вчерашний день».

## Оценка критики

### Общая оценка фильма
После выхода фильма на экраны ведущие издания критиковали его за неясность истории и переизбыток персонажей. Босли Краузер из «Нью-Йорк Таймс» заметил, что «в фильме было бы больше смысла, если бы его крутили в обратную сторону». Журнал Variety пришёл к выводу, что «чрезвычайно плохой сценарий является основанием тех бед, которые преследуют эту детективную мелодраму, и даже хорошая актёрская игра не может компенсировать этот минус». По словам издания, «Том Конуэй играет главную роль, и хотя в целом он хороший актёр, но даже он не может выкарабкаться из путаницы обстоятельств, которыми изобилует этот совершенно невероятный фокус-покус о странной группе лиц в Гринвич-Виллидж».
Со временем оценка картины стала значительно более позитивной. Кинокритик Джонатан Розенбаум прямо назвал «Седьмую жертву» своим «любимым фильмом ужасов» и «оригинальной картиной категории В о поклонниках дьявола в Гринвич-Виллидж». По словам критика, «хотя некоторые могут утверждать, что это не фильм ужасов, потому что в нём нет ничего даже близкого к сверхъестественному», тем не менее «он наполнен ощутимым чувством ужаса, угрозы и рока, а его правдоподобие делает его ещё более пугающим». Журнал TimeOut охарактеризовал картину как «шедевр» Льютона, «мрачную атмосферическую мелодраму, построенную вокруг группы сатанистов». Далее в рецензии журнала обращается внимание на «необыкновенный сюжет» фильма, а также на «сильную лесбийскую тему», что было крайней редкостью для картин того времени. При этом вся картина «скреплена воедино поразительно сильным сочетанием угрозы и метафизики — это наполовину нуар, наполовину готика», — заключает TimeOut.
Критик Лючия Боззола посчитала картину «одним из стильных фильмов ужасов категории В», которая «предвосхитила современные хорроры с доморощенными ведьмами и проявлениями домашнего зла». Она пишет: «Погружённый в мрачную, нуаровую атмосферу с глубокими чёрно-белыми тенями, фильм рассказывает об усилиях „хорошей“ Мэри спасти свою сестру Жаклин от ведьминского культа, принимая тревожные обертоны невысказанных чувств и подавленной ревности». По словам критика Хэла Эриксона, «история немного переусложнена (с учётом того, что продолжительность фильма всего 71 минута), но режиссёр и сценаристы поддерживают трепет и дрожь на должном уровне».
Деннис Шварц также указывает, что «легко заметить некоторые недостатки фильма, такие как попытка втиснуть слишком большую историю в столь короткий фильм продолжительностью 71 минута». Однако, пишет он далее, «лучше сконцентрироваться на позитиве: это искусно рассказанный фильм категории В», а личный вклад создателей «делает его столь умным». Шварц резюмирует, что «этот низкобюджетный фильм просто великолепен, и не уступает „Людям-кошкам“ (1942) того же Льютона».

### Характеристика фильма
Многие критики обратили внимание на тему фильма, не обычную для своего времени. Сама идея секты палладистов восходит к мистификации Лео Таксиля, которую до сих пор многие воспринимают серьезно. В этой связи историк кино Джефф Стаффорд, в частности, написал: «Поклонники дьявола в Гринвич-Виллидж? Кто бы подумал? В наше время это никого бы не удивило, но в 1943 году идея о сатанистах, процветающих в этом причудливом, необычном городском районе, была довольно новой и пугающей». В этом фильме мы видим «нечто напоминающее тему, которую писатель Айра Левин будет развивать в своём шокирующем бестселлере „Ребёнок Розмари“». Далее Стаффорд пишет: «В „Седьмой жертве“ Гринвич-Виллидж предстаёт как мрачное и зловещее место, в котором отчаяние, самоубийство и смерть являются повседневной реальностью, а кафе по соседству под названием „У Данте“ совсем не кажется неуместным». В том же духе журнал «TimeOut» задаётся вопросом: «Какой ещё фильм начинается с сатанизма в Гринвич-Виллидж, уходит в городскую паранойю, и достигает кульминации в самоубийстве?».
Отмечая стилистику картины, Розенбаум пишет, что это «поэтичное кино, которое Льютон чудесным образом сотворил из минимальных декораций и литературного начала,… построено на том, чтобы заставить работать воображение».
Шварц обращает внимание на то, что Льютон «смело для своего времени 1940-х годов опирается на самоубийство как необходимую часть сюжета и грамотно рассказывает о сатанинских культах, показывая, что и обычные люди могут стать его членами». Кроме того, «фильм намекает на лесбиянство, а также показывает людей, попавших в ловушку собственных психологических проблем». Также, по словам Шварца, картина «поэтически передаёт художественную атмосферу Виллидж того времени и те чувства обречённости, которые испытывают все персонажи». Кроме того, в картине "есть пугающая сцена в душе, которая предвосхищает «Психо», в которой на занавеску «падает угрожающая тень миссис Реди в шляпе, благодаря чему она выглядит как сатанинская фигура».
Боззола также обращает внимание на то, что фильм выступает как «предшественник „Ребёнка Розмари“ (1968) с казалось бы благопристойным манхэттанским ведьминским шабашом», и кроме того, «содержит предвосхищающую „Психо“ (1960) сцену в душе, проводя связь с классикой Альфреда Хичкока, которая приведёт киноужасы в переставшие быть безопасными дом и семью».

### Характеристика работы творческой группы и актёров
Шварц дал высокую оценку работе режиссёра и творческой группы, написав: «Рука Льютона видна повсюду в литературно проработанном сценарии, который был превращён в умный, хорошо продуманный и причудливый триллер. Нуаровый по своему подходу и готический по тональности, усиленный мрачной призрачной операторской работой и чёткой режиссурой Марка Робсона, он создаёт смесь зловещей опасности и ощущения чего-то необычного».
Эриксон, отметив высокий уровень актёрской игры, пишет: «Постоянный актёр Льютона Том Конуэй выдаёт свою обычную блестящую игру, а опытные актрисы Изабел Джуэлл и Эвелин Брент выглядят надлежаще суровыми и одержимыми в „культовых“ сценах».